# Clone trooper
I clone trooper sono una forza militare fittizia dell'universo fantascientifico di Guerre stellari. Vengono introdotti nel film Star Wars: Episodio II - L'attacco dei cloni e appaiono successivamente nei film Star Wars: Episodio III - La vendetta dei Sith e Star Wars: The Clone Wars, nelle serie televisive Star Wars: The Clone Wars, Star Wars Rebels e Star Wars: The Bad Batch, e in numerosi romanzi, fumetti e videogiochi del franchise.
I clone trooper sono repliche umane basate sul materiale genetico del cacciatore di taglie Jango Fett. Sotto il comando dei Jedi vengono impiegati dalla Repubblica Galattica nelle guerre dei cloni, il conflitto che prende da loro il nome, contro le armate di droidi della Confederazione dei Sistemi Indipendenti. Durante la guerra, Palpatine, che aveva manomesso i microchip impiantati nei cloni, ordina loro di eseguire l'ordine 66, uccidendo i Jedi. Dopo la trasformazione della Repubblica nell'Impero Galattico, i cloni vanno a formare il nucleo del nuovo ordine militare degli stormtrooper e sono poi gradualmente ritirati in favore di reclute umane e cloni originati da altri modelli.
Nei film i cloni sono interpretati da Temuera Morrison da adulti, da Daniel Logan da bambini e da Bodie Taylor da giovani. In The Clone Wars e Rebel sono invece doppiati da Dee Bradley Baker da adulti e sempre da Logan da bambini.

## Creazione e sviluppo
Dopo la menzione delle guerre dei cloni nel film Guerre stellari, lo sceneggiatore Leigh Brackett incluse nella sua bozza per L'Impero colpisce ancora il personaggio di Lando Calrissian, che inizialmente avrebbe dovuto essere un clone superstite di un pianeta abitato da soli cloni che furono quasi tutti sterminati durante il conflitto. L'idea non venne però utilizzata nella pellicola e George Lucas concepì infine i clone trooper nella trilogia prequel come delle truppe d'assalto schierate dalla Repubblica Galattica nella guerra che trae da loro il nome. I cloni avrebbero rappresentato l'evoluzione dei droidi da battaglia come forze armate di punta nella galassia e l'anello di congiunzione tra questi e gli stormtrooper visti nella trilogia originale.
Il design dei cloni venne elaborato da Jay Shuster e Doug Chiang. Essi presero come punto di partenza l'armatura degli stormtrooper, semplificandola e rendendola più spessa e pesante per suggerire che i clone trooper rappresentano il primo passo nell'evoluzione e nel progressivo raffinamento delle forze armate che condusse poi agli stormtrooper. Shuster e Chiang incorporarono inoltre elementi dell'armatura mandaloriana di Boba e Jango Fett, dato che i due personaggi erano direttamente coinvolti nella creazione dei cloni. In Star Wars: Episodio III - La vendetta dei Sith e Star Wars: The Clone Wars il design venne reso ancor più somigliante a quello degli stormtrooper e furono introdotte variazioni che costituivano un chiaro richiamo a truppe successive più specializzate, come i sandtrooper di Guerre stellari e gli snowtrooper de L'Impero colpisce ancora.
Nei film Star Wars: Episodio II - L'attacco dei cloni e Star Wars: Episodio III - La vendetta dei Sith i clone trooper furono realizzati interamente in computer grafica con le fattezze e la voce di Temuera Morrison, l'attore che interpreta Jango Fett. Nel loro aspetto da bambini i cloni furono interpretati e doppiati da Daniel Logan, che ricopre anche la parte del figlio di Jango, Boba Fett, mentre da giovani hanno l'aspetto di Bodie Taylor, che venne scelto per via della sua somiglianza a un giovane Temuera Morrison. Nella serie animata Star Wars: The Clone Wars, nell'omonimo film e in Star Wars Rebels i clone trooper vennero doppiati da Logan da bambini e da Dee Bradley Baker da adulti; Baker cercò di dare a ogni soldato una voce unica, prendendo in considerazione la personalità, l'età e il grado militare dei diversi personaggi.

## Storia
I clone trooper furono commissionati in segreto ai kaminoani dal Jedi Sifo-Dyas come arma per la Repubblica in vista di un imminente conflitto. Dopo la misteriosa morte di Sifo-Dyas, il progetto passò sotto la supervisione di Darth Sidious e Darth Tyranus, i quali scelsero il cacciatore di taglie Jango Fett come modello base per i cloni e li manipolarono per ubbidire segretamente ai loro ordini.
Ne L'attacco dei cloni, Obi-Wan Kenobi scopre l'esistenza dei cloni e riferisce al consiglio Jedi e al senato galattico. Proprio il cancelliere Palpatine attiva l'armata dei cloni per fungere da esercito della Repubblica contro la Confederazione dei Sistemi Indipendenti nelle guerre dei cloni. Nei tre anni di conflitto, descritti in The Clone Wars, i cloni combattono in una moltitudine di teatri al fianco dei loro generali Jedi e si dimostrano fin da subito superiori ai droidi da battaglia dei separatisti così da volgere rapidamente la guerra a loro favore. Ne La vendetta dei Sith Palpatine attiva nei microchip dei clone trooper l'ordine 66, che identifica i Jedi come nemici della Repubblica e porta i cloni a ribellarglisi e a ucciderli, in quella che passa alla storia come la Grande Purga Jedi.
Con la trasformazione della Repubblica nell'Impero Galattico, i clone trooper rimangono fedeli a Palpatine e vanno a formare il nucleo del nuovo ordine militare imperiale: gli stormtrooper. Come mostrato in Star Wars: The Bad Batch e in alcune opere dell'Universo espanso, in particolare nel videogioco Star Wars: Battlefront II, i cloni originali vengono poi ritirati gradualmente in favore di reclute umane e cloni originati da altri modelli.

## Descrizione
I clone trooper sono repliche basate sul materiale genetico del cacciatore di taglie Jango Fett. Essi sono quindi fisicamente tutti identici e possiedono le stesse capacità atletiche e mentali del loro modello. I loro creatori, i kaminoani, applicarono le loro avanzate conoscenze scientifiche per modificare il codice genetico di partenza, accentuando qualità come la lealtà, l'ubbidienza e la disciplina. Pur essendo copie dello stesso modello e fortemente condizionate ad agire in modo programmato, i cloni sono in grado di pensare in modo indipendente e mantengono una traccia di creatività e di senso dell'improvvisazione, risultando capaci, a differenza dei drodi, di gestire situazioni impreviste o d'emergenza e rivelandosi quindi molto più efficaci sul campo di battaglia. Ogni clone è identificato da un codice numerico inscritto nel proprio DNA e ha una sua individualità e personalità. Ciò dà origine all'usanza tra i cloni e da parte dei loro generali Jedi di usare solo le ultime due cifre del codice o addirittura nomi propri per identificare specifici soldati, coltivando dei rapporti personali che sfociano nell'amicizia. Queste pratiche vengono però fortemente osteggiate dai kaminoani, che cercheranno nelle generazioni future di cloni di rendere le loro creazioni sempre più uniformi.
Per mettere a disposizione della Repubblica i clone trooper in tempi ragionevoli, essi vennero sottoposti a un trattamento genetico per velocizzarne il processo di crescita; ogni replica invecchia quindi a velocità doppia rispetto a quella di un normale umano e all'età di dieci anni è già pronta fisicamente per combattere. Durante il periodo di crescita i soldati ricevono un addestramento intensivo nel campo della tattica militare, nell'uso delle armi e nelle tecniche di combattimento, da parte di Jango Fett e di altri mandaloriani e guardie del corpo.
I clone trooper indossano un'armatura bianca di venti pezzi che gli ricopre tutto il corpo e che è basata sull'equivalente mandaloriana di Jango Fett, dalla quale ha ereditato il caratteristico visore a T. Questa viene sviluppata nel corso del tempo, dalla più pesante e ingobrante armatura di fase uno a una più leggera e resistente di fase due, che preannuncia già la futura evoluzione in quella degli stormtrooper. Nelle prime generazioni di cloni delle strisce colorate poste sull'armatura identificano il grado: verde per i sergenti, blu per i tenenti, rosso per i capitani e giallo per i comandanti. In seguito i colori passano a individuare specifiche unità; ad esempio l'armatura del Capitano Rex presenta delle colorazioni blu a significare la sua appartenenza alla legione 501.

### Divisioni

Armata di clone trooper nel film L'attacco dei cloni

I clone trooper che formano l'esercito della Repubblica sono raggruppati in varie divisioni che vanno dalle armate di oltre 200.000 soldati a squadre di una manciata di uomini. I gruppi più rappresentativi sono:
- Legione 212: guidata da Obi-Wan Kenobi e dal Comandante Cody. I suoi componenti si riconoscono dalle decorazioni arancioni sulla corazza. La legione ha un ruolo importante soprattutto durante le guerre dei cloni, come mostrato in The Clone Wars.
- Legione 501: divisione che appare ne La vendetta dei Sith, The Clone Wars e nella serie di videogiochi Star Wars: Battlefront. Sottoposta a un addestramento avanzato di commando e combattimento nello spazio, i suoi membri vengono poi integrati in altre forze armate al fine di condividere le loro conoscenze ma la loro dislocazione tenuta segretamente memorizzata per poter riassemblare la legione in caso di necessità. Nelle guerre dei cloni viene guidata da Anakin Skywalker e Ahsoka Tano, che la dividono in piccole squadre, usate per supportare altre unità dell'esercito o per singole operazioni. Una di queste è la compagnia Torrent, un corpo d'élite specializzato in incursioni, sabotaggi e imboscate e guidato dal Capitano Rex. Dopo l'instaurazione dell'Impero Galattico la legione 501 entra a far parte del corpo degli stormtrooper e viene assegnata a Dart Fener, che la utilizza come braccio armato facendole guadagnare il soprannome "Pugno di Fener". La legione continua a servire l'Impero nel corso della guerra civile galattica in Una nuova speranza e L'Impero colpisce ancora. Il nome della legione è tratto dall'omonima organizzazione di fan[7].
- Squadra Delta: commando d'élite formato da quattro cloni: Boss, il leader del gruppo, Fixer, l'esperto di informatica, Scorch, lo specialista in esplosivi, e Sette, abile cacciatore e cecchino. La squadra appare nel videogioco Star Wars: Republic Commando, nella serie di romanzi omonima e in The Clone Wars.
- Clone Force 99: piccolo commando d'élite soprannominato "Bad Batch" ("Lotto difettoso"). È costituito, inizialmente, da quattro cloni dotati di mutazioni genetiche che conferiscono loro abilità superiori: il leader e sergente Hunter, dotato di sensi potenziati, l'infallibile cecchino Crosshair, il geniale ingegnere e tecnico Tech, e Wrecker, specialista in esplosivi dotato di forza sovrumana. A loro si unisce poi Echo, un ex-membro della Legione 501 dotato di vari impianti cibernetici che lo rendono un computer umano. La squadra ha un tasso di successo perfetto, ma spesso le loro tattiche, per nulla convenzionali, li mettono in contrasto con gli altri cloni. Vengono impiegati dal comandante Cody per il completamento di missioni molto pericolose e in cui la forza dei numeri è secondaria. Appaiono in The Clone Wars e Star Wars: The Bad Batch[8][9][10].

## Accoglienza
I clone trooper hanno un ruolo centrale nel mondo di Guerre stellari. Danno infatti il nome a uno dei principali conflitti della galassia, le guerre dei cloni, e sono determinanti nella purga dell'ordine Jedi e nella successiva instaurazione dell'Impero Galattico.
Per Graeme McMillan di The Hollywood Reporter l'introduzione nella trilogia prequel dei clone trooper ebbe l'effetto di insinuare che tutti i reparti armati di stormtrooper della trilogia originale fossero composti da cloni, ovvero esseri poco più che robot programmati unicamente per combattere, rendendo le uccisioni effettuate dai protagonisti più accettabili, ma ammorbidendo al tempo stesso il conflitto e la complessità morale della saga.